# Kenenisa Bekele
Kenenisa Bekele Beyecha (Oromo: Qananiisaa baqqalaa; amharisch ቀነኒሳ በቀለ; * 13. Juni 1982 in Bekoji, Oromiyaa) ist ein äthiopischer Leichtathlet aus der Volksgruppe der Oromo und seit 2002 einer der weltbesten Langstreckenläufer. Er ist dreifacher Olympiasieger und mehrfacher Weltmeister über 5000 und 10.000 Meter, ehemaliger Inhaber der Weltrekorde über 10.000 Meter und 5000 Meter sowie sechsfacher Weltmeister im Crosslauf über die Langstrecke. 2013 erzielte Bekele zuletzt Erfolge über 5000 und 10.000 Meter; seitdem läuft er bevorzugt Marathon. Dabei siegte er beim Berlin-Marathon 2019 mit einer Zeit, die nur zwei Sekunden hinter dem 2018 aufgestellten Weltrekord über diese Distanz liegt.

## Werdegang
Der Juniorenvizeweltmeister über 5000 Meter von 2000 machte sich zunächst als Cross- und Straßenläufer einen Namen. Bei den Crosslauf-Weltmeisterschaften 2001 in Oostende siegte er beim Juniorenrennen und gewann Silber auf der Kurzstrecke, 2002 in Dublin und 2003 in Avenches gewann er Gold sowohl auf der Kurz- als auch auf der Langstrecke. 2000 und 2001 siegte er beim Montferland Run, 2001 beim Giro al Sas.
Bei den Leichtathletik-Weltmeisterschaften 2003 in Paris erfolgte dann die Wachablösung auf der Bahn. Bekele entthronte über 10.000 Meter seinen neun Jahre älteren Landsmann Haile Gebrselassie und gewann seinen ersten großen Titel vor dem Zweitplatzierten Gebrselassie. Über 5000 Meter lief Bekele zudem auf den Bronzerang.
Sowohl auf der Bahn wie auch im Crosslauf folgten Siege wie am Fließband. Bei den Crosslauf-Weltmeisterschaften 2004 in Brüssel, 2005 in Saint-Galmier und 2006 in Fukuoka wiederholte er seinen Doppelsieg auf Kurz- und Langstrecke.

### Olympische Spiele 2004
Im Jahr 2004 brach er innerhalb von acht Tagen die Weltrekorde von Haile Gebrselassie über 5000 beim Leichtathletik-Meeting im niederländischen Hengelo und über 10.000 Meter beim Meeting Golden Spike im tschechischen Ostrava. Bei den Olympischen Spielen 2004 in Athen gewann er die Goldmedaille im 10.000-Meter-Rennen in olympischer Rekordzeit. Über 5000 Meter gewann er hinter Hicham El Guerrouj die Silbermedaille.
Bei den Weltmeisterschaften 2005 in Helsinki siegte Bekele über die 10.000 Meter in 27:08,33 min vor seinem Landsmann Sileshi Sihine (27:08,87 min) und dem Kenianer Moses Cheruiyot Mosop (27:08,96 min).
Diesen Sieg widmete er seiner am 4. Januar 2005 verstorbenen Verlobten, der Jugendweltmeisterin 2003 im 1500-Meter-Lauf, Alem Techale. Sie starb 17-jährig unerwartet während eines gemeinsamen Lauftrainings, vermutlich an einem Herzinfarkt. Im selben Jahr stellte er einen Weltrekord über die 10.000 Meter auf. Seine Zeit von 26:17,53 min, die er am 26. August 2005 in Brüssel (Memorial Van Damme) erreichte, wurde erst am 7. Oktober 2020 vom Joshua Cheptegei verbessert. Bekele hielt auch über 16 Jahre lang den Weltrekord über 5000 Meter mit einer Zeit von 12:37,35 min, ehe ebenfalls Cheptegei diesen im August 2020 unterbot.
Auch bei den Weltmeisterschaften 2007 in Ōsaka gewann Bekele über 10.000 Meter Gold. Er siegte in 27:05,89 min vor Sileshi Sihine. Bei den Crosslauf-Weltmeisterschaften 2008 in Edinburgh schrieb er Geschichte: Als erster Athlet gewann er zum sechsten Mal Langstreckengold – und das trotz eines verlorenen Schuhs.

### Olympische Spiele 2008
Bei den Olympischen Spielen 2008 in Peking wurde Bekele über 10.000 und 5000 Meter Doppelolympiasieger, jeweils mit neuer olympischer Rekordzeit. Die 10.000 Meter lief er in 27:01,17 min, die 5000 Meter in 12:57,82 min. Zum Jahresende kehrte er auf die Straße zurück, wurde jedoch nur Dritter beim Zevenheuvelenloop.
Bei den Weltmeisterschaften 2009 in Berlin gewann Bekele zum vierten Mal in Folge die Goldmedaille über 10.000 Meter. Er siegte mit dem Meisterschaftsrekord von 26:46,31 min. Vier WM-Titel über die 10.000 Meter waren zuvor nur seinem Landsmann Haile Gebrselassie gelungen. Eine Woche später war Bekele auch über 5000 Meter erfolgreich und gewann auf dieser Strecke seinen ersten Weltmeistertitel. Zudem gewann er 2009 alle sechs Meetings der IAAF Golden League und damit den Jackpot in Höhe von 333.333,33 US-Dollar.
Nach Verletzungsproblemen im Jahr 2010 und anderthalb Jahren ohne Wettkampf kehrte Bekele zu den Weltmeisterschaften 2011 in Daegu zurück, musste aber das Rennen über 10.000 Meter aufgeben. Dies war das erste 10.000-Meter-Bahnrennen seiner Profikarriere, das er nicht gewinnen konnte. Kurze Zeit darauf siegte er jedoch beim Finale der Diamond League in Brüssel über diese Distanz in Weltjahresbestleistung.

### Olympische Spiele 2012
2012 stellte er beim Great Ireland Run einen Streckenrekord auf. Beim Diamond League Meeting in Paris verpasste Bekele über die 5000 Meter die Olympiaqualifikation.
Bei den Olympischen Spielen in London startete er über 10.000 Meter und erreichte beim Sieg von Mo Farah den vierten Platz direkt hinter seinem Bruder Tariku Bekele.
2013 verteidigte er seinen Titel beim Great Ireland Run und siegte beim Great North Run in 1:00:09 h.
2014 stellte er bei seinem Marathondebüt mit 2:05:03 h einen Streckenrekord für den Paris-Marathon auf, siegte beim Great Manchester Run und wurde Vierter beim Chicago-Marathon. Beim Dubai-Marathon 2015 stieg er nach rund 30 km verletzungsbedingt aus dem Rennen aus.

Im Folgejahr gewann Bekele den Berlin-Marathon 2016 in einer Zeit von 2:03:03 h und das war lediglich sechs Sekunden langsamer als der zu dieser Zeit aktuelle Weltrekord, den Dennis Kipruto Kimetto 2014 ebenfalls in Berlin aufgestellt hatte.
Vor dem Dubai-Marathon am 20. Januar 2017 hatte Bekele angekündigt, er halte es für möglich, einen neuen Weltrekord aufzustellen; im Rennen stieg er jedoch wie zwei Jahre zuvor verletzungsbedingt aus. Beim Start stürzte er durch den Fersentritt eines anderen Läufers, wobei er sich Blessuren zuzog; zwar erreichte er danach wieder die Spitzengruppe, geriet jedoch noch vor der 10-km-Marke abermals in Rückstand und gab nach 23 km auf.
Beim London-Marathon am 23. April 2017 lief Bekele eine Zeit von 2:05:57 h und wurde damit Zweiter neun Sekunden hinter Daniel Kinyua Wanjiru.
Bekele wurde von Äthiopien für die Weltmeisterschaften 2017 in London zunächst nominiert, doch wurde rund eine Woche vor dem Rennen sein Verzicht auf den Start bekannt, offenbar aufgrund schlechter Form.
Am 29. September 2019 verbesserte Bekele bei seinem Sieg beim Berlin-Marathon seine persönliche Bestzeit auf 2:01:41 h. Auf den Weltrekord von Eliud Kipchoge fehlten ihm nur zwei Sekunden.
Im Dezember 2023 verbesserte Bekele als Vierter des Valencia-Marathons in 2:04:19 h den Masters-Weltrekord für über 40 Jahre alte Läufer deutlich. Im April 2024 gelang ihm als Zweiter des London-Marathons eine Verbesserung dieses Masters-Weltrekords um weitere vier Sekunden auf 2:04:15 h.

## Sonstiges
Kenenisa Bekele ist 1,65 m groß und wiegt 56 kg.
Er ist der ältere Bruder des Langstreckenläufers Tariku Bekele und stammt aus demselben Ort wie die 10.000-Meter-Olympiasiegerin Derartu Tulu. Am 18. November 2007 heiratete er in Addis Abeba die 25-jährige äthiopische Filmschauspielerin Danawit Gebregziabher.

## Persönliche Bestleistungen

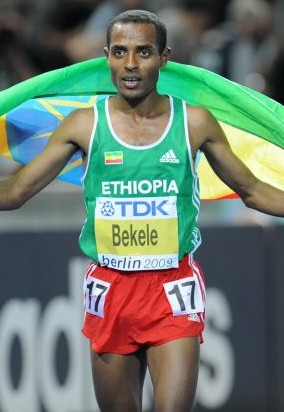
Kenenisa Bekele bei den Weltmeisterschaften 2009

- 1500 m: 3:32,35 min, 28. September 2007, Shanghai
- 2000 m (Halle): 4:49,99 min, 17. Februar 2007, Birmingham (Hallenweltrekord)
- 3000 m: 7:25,79 min, 7. August 2007, Stockholm
  - Halle: 7:30,51 min, 20. Februar 2007, Stockholm
- 5000 m: 12:37,35 min, 31. Mai 2004, Hengelo (bis 14. August 2020 Weltrekord)
  - Halle: 12:49,60 min, 20. Februar 2004, Birmingham (Hallenweltrekord)
- 10.000 m: 26:17,53 min, 26. August 2005, Brüssel (bis 7. Oktober 2020 Weltrekord)
- 10-km-Straßenlauf: 27:47 min, 15. April 2012, Dublin
- 15-km-Straßenlauf: 42:42 min, 9. Dezember 2001, ’s-Heerenberg
- Halbmarathon: 1:00:09 h, 15. September 2013, Newcastle
- Marathonlauf: 2:01:41 h, 29. September 2019, Berlin